# Изола-Доварезе

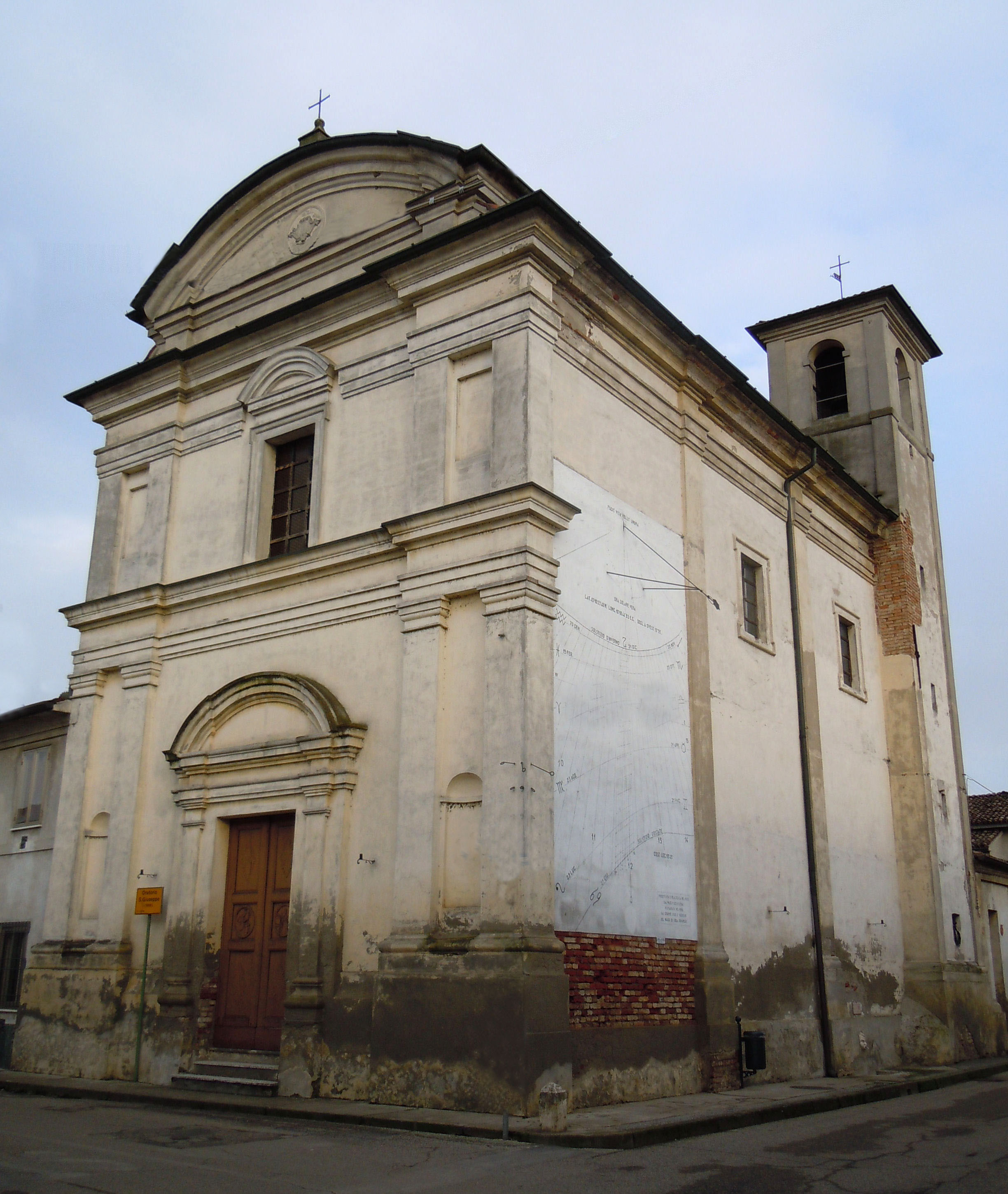
Молельня св.Иосифа

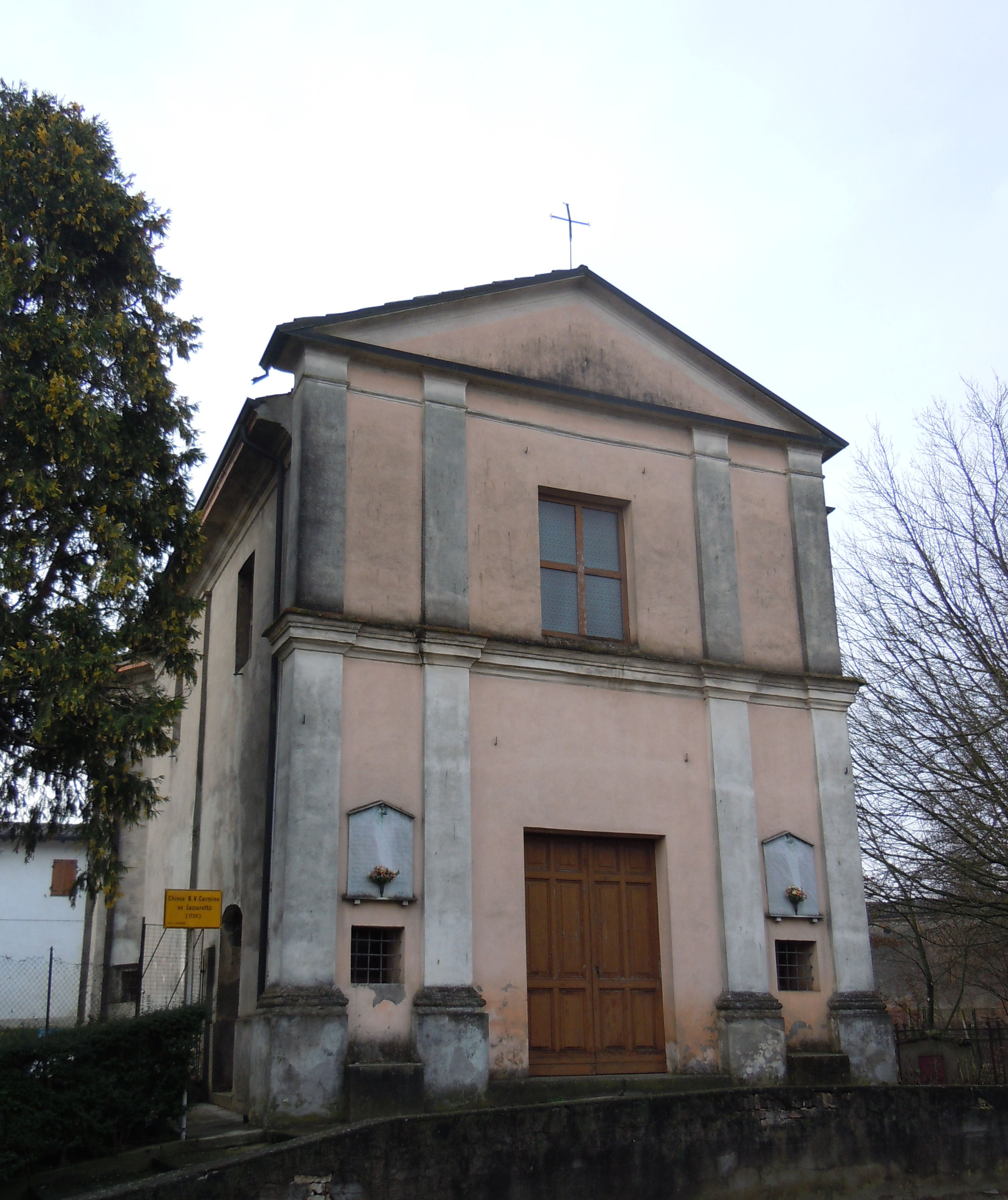
Храм Пресвятой Богородицы (BV del Carmine)

Изола-Доварезе (итал. Isola Dovarese) — коммуна в Италии, располагается в регионе Ломбардия, в провинции Кремона.
Население составляет 1241 человек (2008 г.), плотность населения составляет 138 чел./км². Занимает площадь 9 км². Почтовый индекс — 26031. Телефонный код — 0375.
Покровителем коммуны почитается святитель Николай Мирликийский.

## Демография
Динамика населения:

## Города-побратимы
- Вело, Франция